# 단다 단
단다 단(일본어: 段田 男, 1967년 3월 2일~)는 일본의 전 엔카 가수로, 아이치현 미요시시 출신이다. 본명은 후카야 토모히로(深谷 委宏)이다.